# Stiriodes nydar
Stiriodes nydar är en fjärilsart som beskrevs av Dyar 1914. Stiriodes nydar ingår i släktet Stiriodes och familjen nattflyn. Inga underarter finns listade i Catalogue of Life.